# Ginnegar
Ginnegar (hebr. גניגר; ang. Ginnegar lub Ginegar) – kibuc położony w Samorządzie Regionu Emek Jizre’el, w Dystrykcie Północnym, w Izraelu. Członek Ruchu Kibuców (Ha-Tenu’a ha-Kibbucit).

## Położenie
Kibuc Ginnegar jest położony na wysokości od 90 do 140 metrów n.p.m., na północnej granicy intensywnie użytkowanej rolniczo Doliny Jezreel, u podnóża południowych stoków masywu górskiego Hare Nacerat, w Dolnej Galilei, na północy Izraela. Masyw Hare Nacerat ciągnie się na północny wschód od kibucu w stronę miasta Nazaret. Zbocza są zalesione i spływa z nich przepływający na wschód od kibucu strumień Mizra. W jego otoczeniu znajdują się miasta Migdal ha-Emek i Afula, miasteczka Jafa an-Naserije i Iksal, kibuce Mizra i Sarid, oraz moszawy Tel Adaszim, Ha-Jogew i Kefar Baruch. Na południe od kibucu jest baza wojskowa Amos i port lotniczy Megiddo.
Ginnegar jest położony w Samorządzie Regionu Emek Jizre’el, w Poddystrykcie Jezreel, w Dystrykcie Północnym Izraela.

## Historia
W 1896 roku w miejscu tym powstała kolonia rolnicza niemieckiej organizacji chrześcijańskiej Templer (niem. Tempelgesellschaft). W 1916 roku ziemię odkupił od nich Żydowski Fundusz Narodowy, co umożliwiło dalszy rozwój osadnictwa żydowskiego w Dolinie Jezreel. Grupa założycielska kibucu składała się z żydowskich imigrantów z Polski i Rosji, którzy po 1919 roku przyjechali do Palestyny. W 1920 roku osiedlili się oni w rejonie kibucu Deganja Alef, gdzie przeszli szkolenie i zdobywali potrzebne doświadczenie. Utworzyli oni tymczasowy kibuc Deganja Gimel, który został jednak opuszczony ze względu na brak ziemi. We wrześniu 1922 roku grupa przeniosła się do Doliny Jezreel i założyła współczesny kibuc Ginnegar. W kolejnych latach dołączyli do nich imigranci Niemiec, Czechosłowacji i Stanów Zjednoczonych. W 1927 roku wybudowano pierwszy dom mieszkalny. W latach 1928–1932 przeprowadzono akcję zalesiania okolicznych zboczy górskich. W 1937 roku w wielkim pożarze spłonęło 33 tys. drzew. Podczas II wojny światowej kibuc był bazą kompanii szturmowych Palmach. W 2004 roku kibuc przeszedł przez proces prywatyzacji, zachowując kolektywną organizację instytucji kultury, edukacji i ochrony zdrowia. W 2009 roku w zachodniej części kibucu wybudowano nowe osiedle mieszkaniowe z 33 domami. Jego mieszkańcy nie są członkami kibucu.

### Nazwa
Nazwa wywodzi się od żydowskiej osady Niginar (hebr. נגניגר) lub Nignigar (hebr. נגינר) wymienianej w Talmudzie. Była to siedziba rabina Jochanana ben Nuri.

## Demografia
Większość mieszkańców kibucu jest Żydami, jednak nie wszyscy identyfikują się z judaizmem. Tutejsza populacja jest świecka:

## Gospodarka i infrastruktura
Gospodarka kibucu opiera się na intensywnym rolnictwie, sadownictwie oraz hodowli drobiu i bydła. Firma Ginegar Plastics Products Ltd. jest jednym z największych w kraju producentów elementów szklarni dla ogrodnictwa i rolnictwa. W kibucu jest centrum medycyny alternatywnej, sklep wielobranżowy i warsztat mechaniczny.

## Transport
Z kibucu wyjeżdża się na południe na drogę nr 73, którą jadąc na zachód dojeżdża się do skrzyżowania z drogą nr 7255 prowadzącą na północ do miasta Migdal ha-Emek, lub jadąc na wschód dojeżdża się do drogi ekspresowej nr 60 (Afula-Nazaret).

## Edukacja i sport
Kibuc utrzymuje przedszkole oraz niewielki ogród zoologiczny. Starsze dzieci są dowożone do szkoły podstawowej w kibucu Sarid lub szkoły średniej w kibucu Jifat. W kibucu znajduje się ośrodek kultury z biblioteką, sala sportowa oraz boisko do piłki nożnej. Jest tutaj także Instytut Edukacyjny Lamed.

## Turystyka
W 2003 roku odrestaurowano wieżę widokową, która została wzniesiona w latach 1932-1935 jako wieża obserwacyjna w stylu architektonicznym Bauhaus. Obok kibucu znajduje się „Jaskinia Palmach”, która służyła jako miejsce szkoleń członków kompanii Palmach. Okoliczne zalesione wzgórza są miejscem atrakcyjnych wędrówek pieszych. W kibucu istnieje możliwość noclegów i wyżywienia.